# Disonycha xanthomelas
Disonycha xanthomelas es una especie de escarabajo del género Disonycha, familia Chrysomelidae. Fue descrita científicamente por Dalman en 1823.
Habita en América del Norte (Arizona, Florida, Isla del Príncipe Eduardo, Territorios del Noroeste).

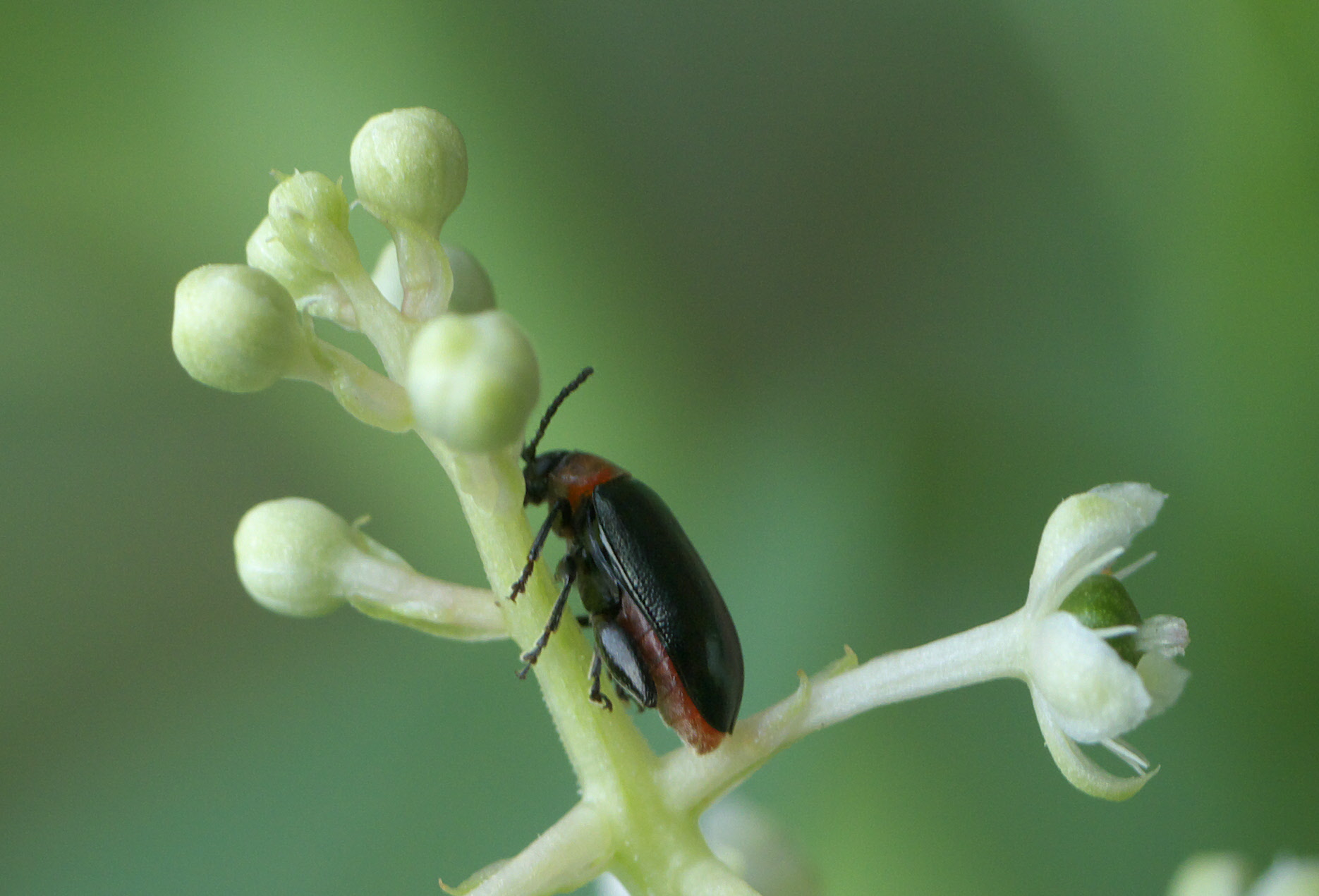
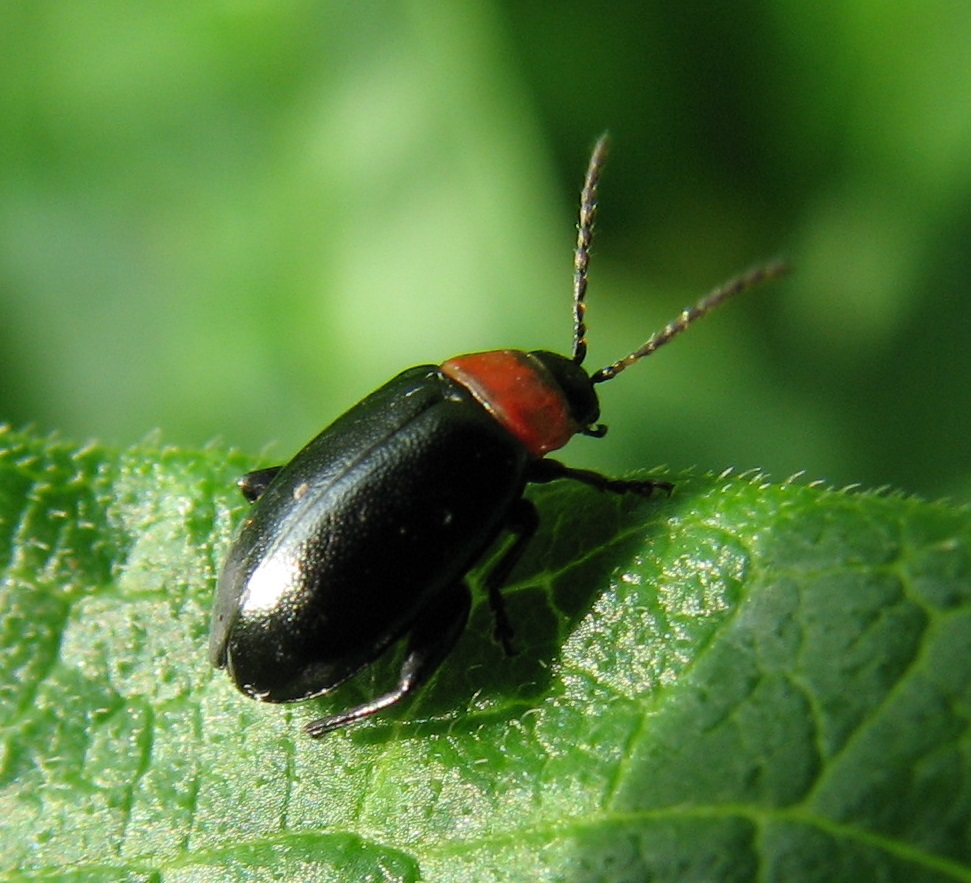
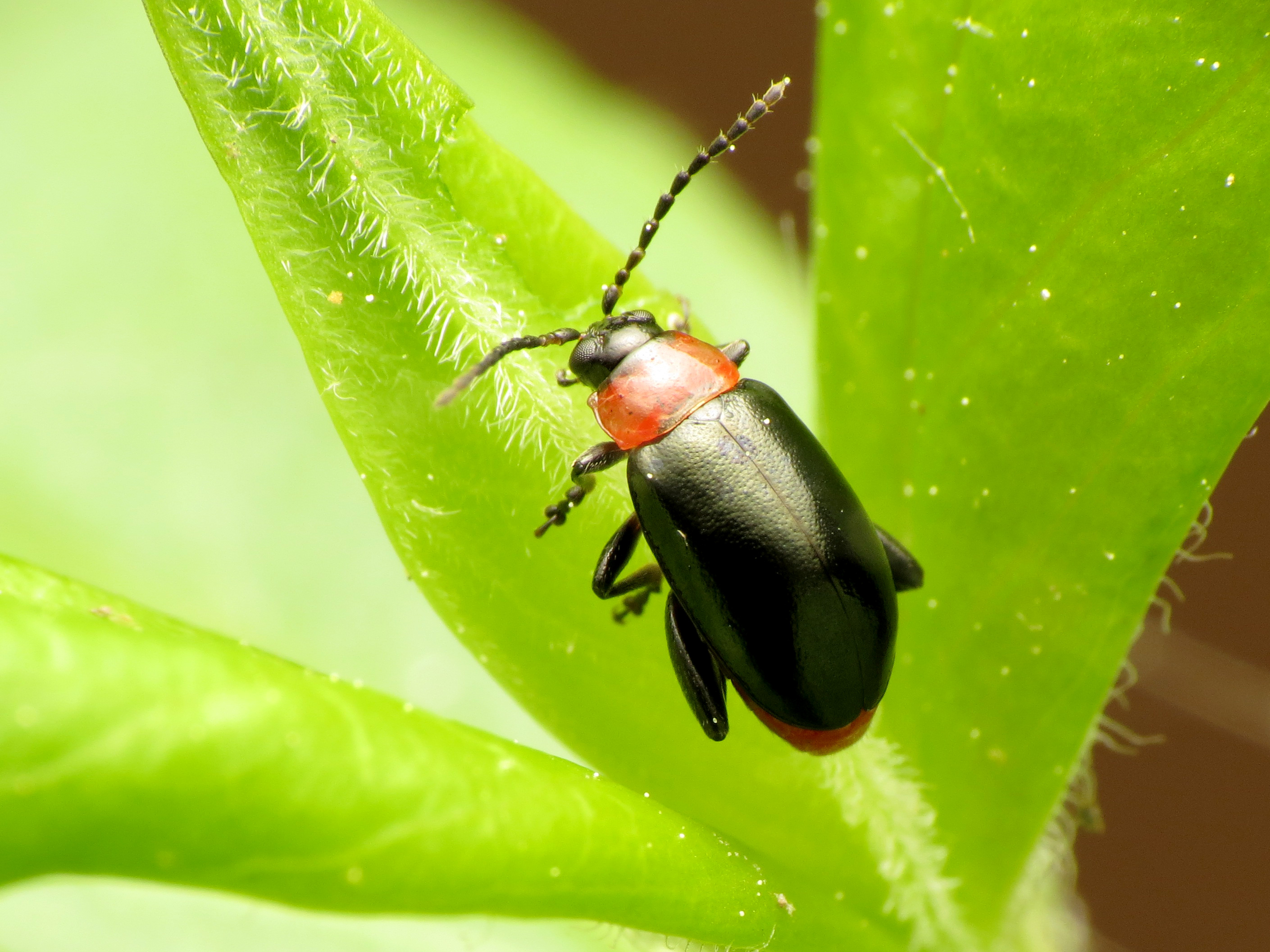